# 斯氏舌珍魚
斯氏舌珍魚，為輻鰭魚綱水珍魚目水珍魚科的其中一種，為深海底棲性魚類，分布於澳洲及夏威夷海域，深度185-373公尺，體長可達11.3公分，棲息在底層水域，生活習性不明。

## 扩展阅读
維基物種上的相關：斯氏舌珍魚